# Щ-101
Щ-101, при закладке Щ-11 «Карась», с 7.12.1933 Щ-11 «Лосось», с 10.06.1949 С-94 — советская дизель-электрическая торпедная подводная лодка, головная лодка серии V проекта Щ — «Щука». В составе Морских Сил Дальнего Востока.

## История корабля
Лодка была заложена 20 марта 1932 года на заводе № 189 «Балтийский завод» в Ленинграде как Щ-11 «Карась», в июне доставлена в разобраном виде на завод № 202 «Дальзавод» во Владивостоке для сборки и достройки, спущена на воду 25 декабря 1932 года, 22 сентября 1933 года вступила в строй, 26 ноября 1933 года вошла в состав 1-го дивизиона подводных лодок 2-й Морской Бригады Морских Сил Дальнего Востока.

### Служба
7.12.1933 - Щ-11«Карась» переименована в «Лосось». 15.09.1934 - Щ-11«Лосось» переименована в Щ-101.
Боевых походов не совершала.
За успехи в боевой и политической подготовке ЦК ВЛКСМ наградил лодку почётным комсомольским значком, увеличенная бронзовая копия которого разместилась на рубке. Такой награды больше не удостаивался ни один военный корабль.
В 1942 году была переоборудована в подводный минный заградитель, несла 40 мин типа «ПЛТ», закреплённых рядами побортно.
Участвовала в Советско-японской войне. Период в составе действующей армии: 9.08.1945 — 03.09.1945.
С 5 ноября 1945 года использовалась только в учебных целях.
10 июня 1949 года переименована в «С-94». Отнесена к подклассу средних лодок.
2 июня 1952 года разоружена, выведена из состава флота, отправлена на утилизацию.
В 1955 году разделана на металл на базе «Главвторчермета» в бухте Малый Улисс, Владивосток.

## Командиры
- Холостяков Г. Н. (10.1932-09.1933),
- Чернов Д. Г. (22.11.1933-05.1935),
- Сурабеков В. И. (05.1935-03.1938),
- Азаров В. С. (07.12.1937-03.1938 ИД, 03.1938-05.12.1938),
- Мельник Я. К. (15.12.1938-08.12.1939 ИД, 09.12.1939-21.11.1940),
- Мамкин (12.07.1940) ВРИО,
- Дунец И. С. (1943?-08.1945-1947?).